# Cookies (Spiel)
Cookies ist ein kooperatives Kinderspiel des Spieleautors Hartmut Kommerell. Das Spiel ist für zwei bis fünf Spieler ab fünf Jahren konzipiert und ist im Jahr 2018 bei dem Verlag HUCH! zur Nürnberger Spielwarenmesse erschienen.

## Thema und Ausstattung
Bei dem Spiel geht es darum, dass die Mitspieler Kekse gemeinsam produzieren und backen müssen, bevor der Spielzeitraum von vier Stunden abgelaufen ist. 
Das Spielmaterial besteht neben der Spielanleitung aus 
- einem dreidimensionalen Backofen,
- zwei Backblechen,
- 36 Keksen, davon jeweils neu als Sterne, Herzen, Blumen und Kreise,
- 36 Streuselplättchen,
- drei Würfeln,
- einer Uhr mit Stunden- und Minutenzeiger, und
- einem Alarmstein

## Spielweise
Vor Spielbeginn werden die verschiedenen Elemente des Spiels aufgebaut. Dafür wird der dreidimensionale Backofen zusammengesteckt und durch den Gradanzeiger verschlossen. Die beiden Backbleche kommen in die Spielmitte und die Kekse werden nach Formen sortiert zusammen mit den Streuseln bereitgelegt. Die Uhr wird mit dem Minuten- und Stundenzeiger ausgestattet und kommt ebenfalls in den Spielbereich, zusammen mit dem Alarmstein. Der ausgewählte Startspieler bekommt die drei Würfel.

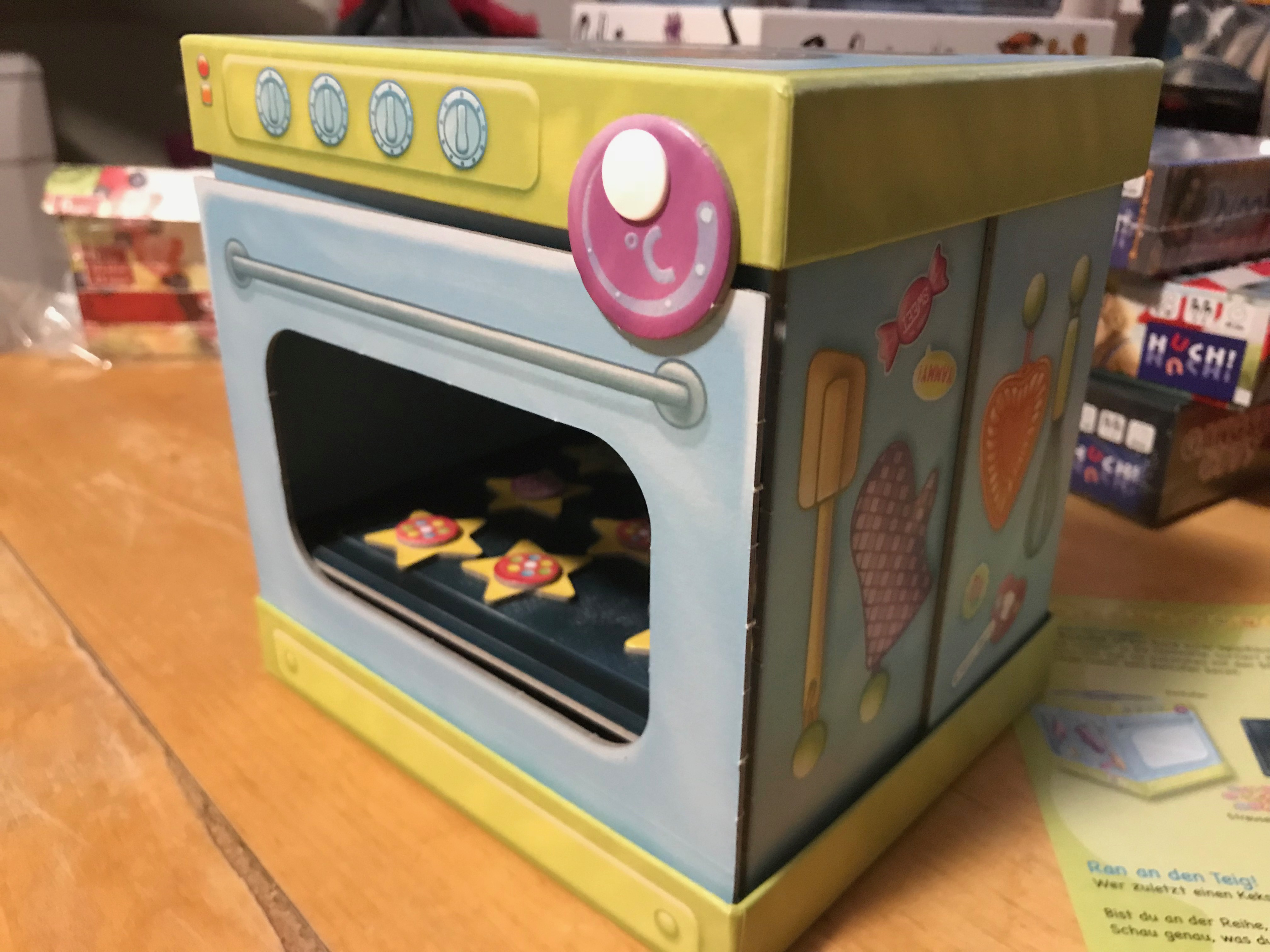
Backofen

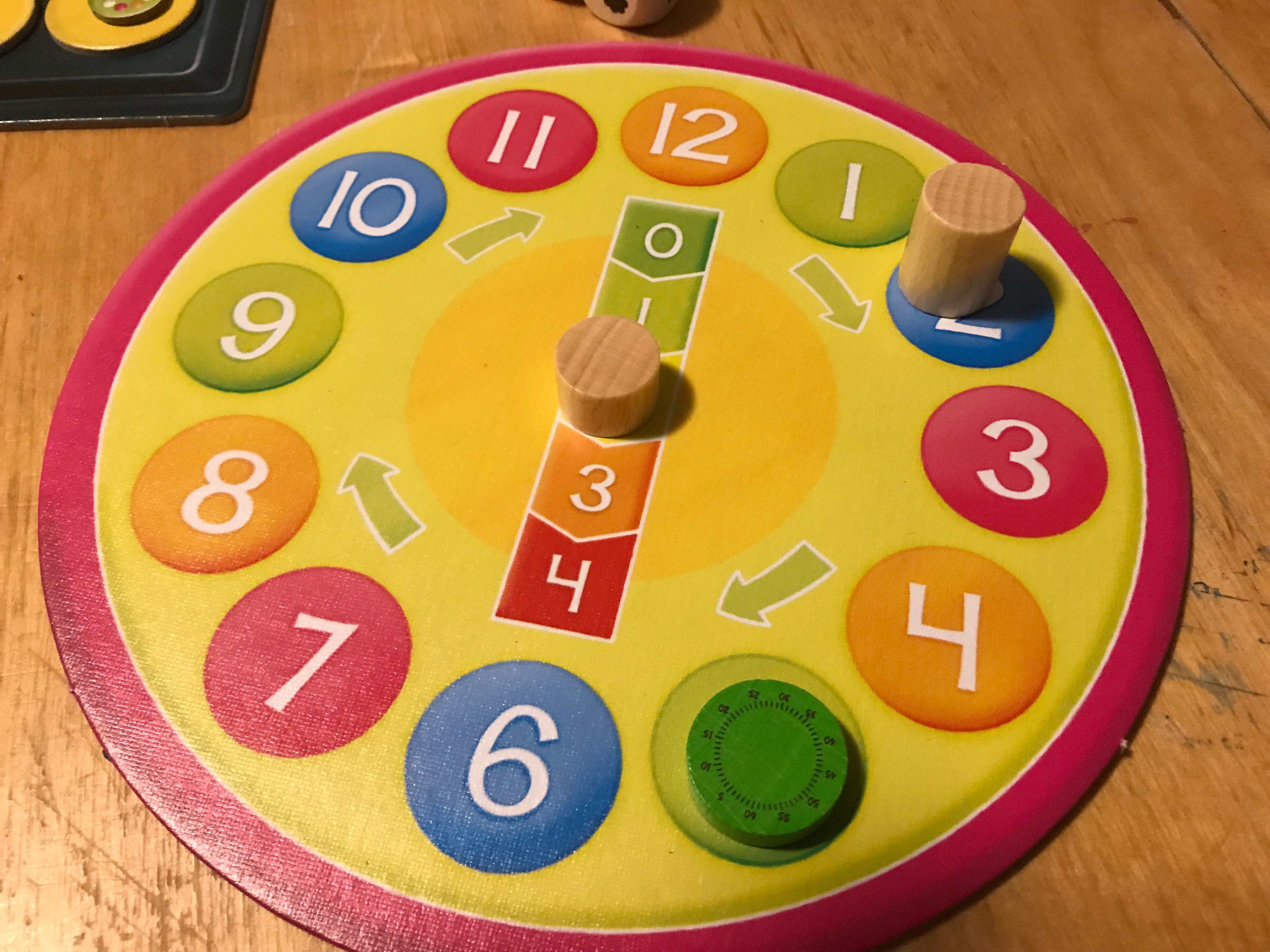
Uhr als Zeitgeber

Das Spiel wird im Uhrzeigersinn gespielt, wobei alle Spieler ein Team bilden und sich entsprechend abstimmen müssen. Der Spieler, der jeweils an der Reihe ist, würfelt mit allen drei Würfeln und darf  entsprechend dem Wurf mit diesen nun entweder 
- ausgestochene Kekse auf ein Blech legen,
- Streusel auf bereits ausliegende Kekse legen, oder
- von den Keksen naschen.[1]

Entscheidet sich der Spieler dazu, Kekse auf die Backbleche zu legen, darf er so viele Kekse einer ausgewählten Form auf seinen Würfeln nehmen, wie er gewürfelt hat. Dabei darf allerdings auf jedes der beiden Bleche jeweils nur eine Sorte von Keksen liegen. Hat der Spieler Streusel gewürfelt und entscheidet sich dafür, darf er pro gewürfeltem Streuselsymbol zwei Streuselplättchen auf bereits auf einem Backblech befindliche Kekse legen. Kann ein Spieler weder die passenden Kekse noch Streusel legen, muss er naschen und nimmt entsprechend einen Keks wieder vom Blech. Grundsätzlich muss der Spieler für jeden Würfel, der bei der Aktion nicht direkt genutzt wird, den Minutenzeiger der Uhr um ein Feld vorsetzen. Dies muss er nicht tun, wenn er einen Keks nascht oder wenn er eine Aktion durchführen wollte, aber nicht mehr genug Kekse oder Streusel im Vorrat liegen. Immer wenn der Minutenzeiger auf der 12 landet, rückt der Stundenzeiger um ein Feld vor.
Sobald ein Backblech vollständig mit Keksen einer Sorte und Streuseln belegt ist, wird dieses in den Backofen gestellt. Dabei darf sich immer nur ein Blech im Ofen befinden. Zusätzlich wird die Uhr gestellt, indem der Alarmstein auf der Uhr auf das nächste freie Feld der Farbe platziert wird, auf der aktuell der Minutenzeiger steht. Erreicht der Minutenzeiger den Alarmstein, sind die Kekse fertig und dürfen aus dem Ofen genommen werden. Die Kekse werden von dem Blech entfernt und das Blech kann nun für die nächste Kekssorte genutzt werden.
Die Spieler gewinnen das Spiel, wenn sie das letzte Blech in den Ofen schieben, bevor der Stundenzeiger auf das vierte Feld vorgerückt ist. Sind vier Stunden abgelaufen und es sind noch nicht alle Kekse gebacken oder zumindest im Ofen, verlieren sie das Spiel. Erfahrenere oder ältere Spieler können am Ende eines gewonnenen Spiels noch Pluspunkte für jedes noch fehlende Feld des Minutenzeigers oder am Ende eines verlorenen Spiels Minuspunkte für noch fehlende Kekse zählen.

## Ausgaben
Das Spiel Cookies wurde von dem deutschen Spieleautor Hartmut Kommerell entwickelt. Es erschien im Frühjahr 2018 bei dem Verlag HUCH! zur Nürnberger Spielwarenmesse in einer multilingualen Version auf Deutsch, Englisch, Französisch und Niederländisch. In der Spielanleitung befindet sich zudem das Rezept für Zedernbrot des Spieleautors.

## Belege
1. 1 2 3 4 5 6 7  Spielanleitung Cookies (Memento vom 17. März 2018 im Internet Archive)
2. ↑  Versionen von Cookies bei BoardGameGeek; abgerufen am 17. März 2018.
3. ↑  Keksduft liegt in der Luft (Memento vom 17. März 2018 im Internet Archive), Pressemitteilung von HUCH! vom 24. Januar 2018.